# Johann Prokop Mayer
Johann Prokop Mayer (* 2 de julio de 1737 en Muncifaj, Bohemia, Imperio Habsburgo; † 25 de julio de 1804 en Würzburg) fue un jardinero y pomólogo austriaco al servicio del príncipe obispo de Würzburg, creó el jardín del episcopado de la residencia de Würzburg.

## Biografía
Después de tres años de aprendizaje en Praga, Mayer a partir de 1755 viajó como oficial por Alemania, Austria, Francia, Holanda e Inglaterra. 
Entre los años 1760 a 1761, Mayer trabajó durante 15 meses como oficial en el jardín de la corte de Veitshöchheim con el entonces jardinero de la corte Georg Joseph Ott. 
En 1770 sucedió a Johann Demeter como jardinero de la corte del príncipe obispo de Würzburg Adam Friedrich von Seinsheim y ocupó este cargo hasta su muerte. Fue aquí, entre otras cosas, donde elaboró los planes para el rediseño del "Jardín del episcopado" hasta 1779, que también se mejorararon en gran medida. Al mismo tiempo, trabajó como planificador y asesor de casas aristocráticas en fincas vecinas y administró él mismo un vivero de árboles frutales.
Entre 1776 y 1801 publicó su libro de texto de tres volúmenes sobre el estudio de las variedades de frutas "Pomona Franconica" con ilustraciones de los libros botánicos del nativo de Nuremberg Wolfgang Adam. En su obra pomológica estándar, Mayer describió todas las variedades de frutas cultivadas en el jardín de la corte, así como sus muchos años de experiencia en el cultivo de árboles frutales. En láminas de página completa, árboles frutales cortados artísticamente y grabados en cobre coloreados a mano, se muestran más de 500 frutas maduras.
En 2007, la Biblioteca de la Universidad de Würzburg y el Museo Martin von Wagner, junto con el Departamento del Palacio de Baviera, organizaron una exposición sobre este libro en la Residencia de Würzburg. Como resultado, un marchante de arte de Munich se enteró del libro y adquirió de forma privada un retrato doble del jardinero de la corte y su esposa Eleonora Winterstein de Gaibach, que el "Museo Martin von Wagner" compró en mayo de 2009. Solo con estos retratos el retrato del jardinero de la corte de Würzburg se puede mostrar al público por primera vez a partir del otoño de 2009. Los dos retratos al pastel de 1786 fueron pintados por el pintor nacido en Moravia Peter Straßburger, que vivió en Würzburg desde 1774. Los retratos llevan la firma de Mayering en el reverso, de lo que los expertos concluyen que ambos retratos son de la familia de la hija menor de Mayer.

## Publicaciones
- 1776–1801 Pomona Franconica oder natürliche Abbildung und Beschreibung der besten und vorzüglichsten europäischen Gattungen der Obstbäume und Früchte, welche in dem Hochfürstlichen Hofgarten zu Würzburg gezogen werden, Verlag Winterschmidt, Nürnberg
- 1779 Bemerkungen über natürliche Gegenstände der Gegend um Schüttenhofen in Böhmen, und eines Theils der benachbarten Gebirge. Abhandlungen einer Privatgesellschaft in Böhmen, zur Aufnahme der Mathematik, der vaterländischen Geschichte, und der Naturgeschichte 4: 132–184.
- 1786 Verzeichniß der in- und ausländischen Gewächse an Blumen, Stauden, Sträuchern und Bäumen, welche sich dermalen im hiesigen Hochfürstlichen Hof- und Residenzgarten vorfinden, uns sowohl im freyen, als in Glas- und Treibhäusern gezogen, und verwahrt werden: Zur Bequemlichkeit und Erinnerung der ..., Verlag Sartorius, 1786